# Siphona longissima
Siphona longissima är en tvåvingeart som beskrevs av O'hara 1982. Siphona longissima ingår i släktet Siphona och familjen parasitflugor. Inga underarter finns listade i Catalogue of Life.